# Melvin Simonsen
Melvin Simonsen (* 18. September 1901 in Oslo; † 11. Mai 1996) war ein norwegischer Pianist, Organist und Komponist.

## Leben und Werk
Melvin Simonsen studierte in München, Paris und Oslo. Er studierte Klavier unter anderem bei Nils Larsen und Isidor Philipp sowie Musiktheorie bei Fartein Valen, Per Winge und Per Steenberg. Weitere Studienabschnitte beinhalteten Instrumentalunterricht bei Bjarne Brustad und Gesang bei Øystein Sinding-Larsen.
Melvin Simonsen debütierte 1921 als Pianist und 1933 als Orchesterdirigent in Oslo. Von 1923 bis 1975 wirkte er als Organist an der Haslum-Kirche in Bærum. Gleichzeitig leitete er über viele Jahre die Musikschule in  Bærum.
Melvin Simonsen schrieb Bühnenwerke (Opern und Operetten), das Friedensoratorium Gry (Oslo 1939) und Chorwerke.
1971 wurde Melvin Simonsen die Königsmedaille in Gold verliehen.